# 逆向行銷
逆向行銷（英語：Reverse Marketing）是一種行銷方式。在逆向行銷中，產品的銷售並不是由店家主動地利用各種通路推給消費者，而是由消費者自己決定在什麼時間、什麼地點來採購，通常透過電視廣告、雜誌廣告和線上媒體等傳統廣告形式。傳統意義的行銷指賣家尋找並鎖定目標客戶，逆向行銷則專注在客戶尋找能提供產品的潛在賣家。
米歇爾·R·林德斯（Michiel R. Leenders）和大衛·L·布倫霍恩（David L. Blenkhorn）將逆向行銷定義為“為達供應目標而採取的一種進取又有想像力的方法：由消費者踏出達成交易的第一步”。

## 要素
除了傳統的逆向行銷手法外，這種技術也用於B2B市場。在這種情況下，買方（企業）將主動向供應商（製造商）提出需求。大公司經常使用這種策略來減少供應鏈中的冗餘並降低成本。逆向行銷的概念也與供應鏈管理相對應。在某些情況下，角色互換策略非常成功。2001年，理查·普蘭克（Richard Plank）和戴波拉·佛朗西斯（Deborah Francis）發表了一篇文章，研究逆向行銷對買賣雙方關係的影響。他們指出角色互換背後的動機：
衝突和逆向行銷活動的關係是研究人員和實踐管理者都感興趣的，因為它表明通過採取逆向行銷的方式可以減少情感衝突並增強認知衝突。這在供應鏈管理的新興戰略定位中很重要，它點出競爭優勢的重點應該是供應鏈而非單個組織。為了形成戰略優勢，採購部門必須與情感衝突有限的供應商建立關係。
他們發現，當買方積極尋找供應商時，它減少了關係經理和潛在買方間的衝突。在從買家和供應商中抽取的1600個隨機樣本中，他們還發現大多數企業實際上都有逆向行銷政策。
基本上，逆向行銷可以用在兩個目標：基於消費者的活動和基於供應商的活動。基於消費者的活動通常涉及實施逆向策略的公司，因此其產品的最終用戶會找到它們；基於供應商的活動則圍繞供應商改變其成本和市場戰略的想法展開，以便其產品的分銷商積極尋找他們。

## 例子
Orabrush在YouTube上推出了一系列喜劇廣告，廣告中一名男子身著舌裝。他們沒有推銷產品，而是選擇強化品牌忠誠度。該活動取得巨大的成功，在YouTube上點擊超過3800萬次，促使沃爾瑪購買了大約70萬件Orabrush產品。
沃爾瑪是使用這種策略最著名的例子之一。沃爾瑪將積極尋找能以低於競爭對手的成本生產特定商品的供應商，而不是供應商帶著商品找沃爾瑪接洽。在某些情況下，這種策略引起了公眾及其供應商對沃爾瑪的批評。
2004 年，多芬發起了“多芬全球真美活動”，重點關注女性的自然美，而不是宣傳自己的產品。該活動使他們的銷售額飆升至10億美元以上，並促使多芬圍繞此戰略重建他們的品牌。雖然成功，但由於人們將其視為帶有矛盾資訊的廣告，該活動引發很多爭議和討論。
慧優體2008年的品牌改變活動，即“停止節食，開始生活”，從根本上改變了他們在目標市場中的形象。他們的廣告提供了有關如何健康生活的建議，而非宣傳新的節食計劃。它提升了他們加強品牌忠誠度的目標。